# Liste der Monuments historiques in Bouvron (Meurthe-et-Moselle)
Die Liste der Monuments historiques in Bouvron führt die Monuments historiques in der französischen Gemeinde Bouvron auf.

## Liste der Objekte
| Bezeichnung               | Beschreibung                       | Standort                       | Kennzeichnung | Schutzstatus | Datum | Bild |
| ------------------------- | ---------------------------------- | ------------------------------ | ------------- | ------------ | ----- | ---- |
| Skulptur Madonna mit Kind | Stein, Anfang des 16. Jahrhunderts | in der Kirche St-Mansuy (Lage) | PM54000106    | Classé       | 1965  |      |